# Vương Bình
Vương Bình (chữ Hán:王平; bính âm: Wang Ping; 183-248) là tướng lĩnh thời Tam Quốc trong lịch sử Trung Quốc, lần lượt phục vụ 2 phe Tào Ngụy và Thục Hán. Từ khi phục vụ nhà Thục Hán, ông là một viên tướng tâm phúc, lập nhiều công lao cho nhà Thục Hán.

## Thân thế
Vương Bình tên tự là Tử Quân (子均), người huyện Đãng Cư quận Ba Tây.
Từ nhỏ, Vương Bình được ông ngoại nuôi nên lấy theo họ nhà ngoại là họ Hà (何), lớn lên mới đổi lại sang họ Vương (王).

## Bỏ Tào theo Lưu
Thời trẻ, Vương Bình đi theo Đỗ Hoạch (杜濩 và giữ chức hiệu úy),. Ông cùng Đỗ Hoạch, Phác Hồ đến Lạc Dương, được Tào Tháo thu nhận. Năm 215, Tào Tháo đi đánh Trương Lỗ ở Hán Trung, ông cùng Đỗ Hoạch và Phác Hồ đi theo.
Ít lâu sau Lưu Bị mang quân từ Tây Xuyên ra đánh Hán Trung. Vương Bình bỏ Tào Tháo sang hàng Lưu Bị, được bổ nhiệm làm tướng nha môn, Tì tướng quân. Khi quân Tào đến chiến trường, quân của Lưu Bị đã không ra quyết chiến và quân Tào lại gặp khó khăn về vận chuyển lương thực, rất nhiều binh sĩ đã đào ngũ và đầu quân cho Lưu Bị. Lưu Bị giết được Hạ Hầu Uyên, chiếm được Hán Trung, Tào Tháo phải lui quân (219).

## Phục vụ Thục Hán

### Trận Nhai Đình
Như để tưởng thưởng cho sự quy hàng của Vương Bình, ông đã được thăng lên làm Bì Tướng Quân. Ông phục vụ trong đại doanh của Lưu Bị, nhưng những thành tựu trong sự nghiệp của ông chỉ tới trong khoảng 10 năm phục vụ Thục Hán.
Lưu Bị mất (223), Lưu Thiện lên thay, thừa tướng Gia Cát Lượng chấp chính. Năm 228, Gia Cát Lượng mang quân đánh Ngụy. Quân Thục từ Kỳ Sơn, Khổng Minh sai Mã Tốc làm chánh tướng, Vương Bình làm phó tướng ra trấn thủ Nhai Đình. Đây là vùng trọng yếu chiến lược.
Mã Tốc và Vương Bình tiến đến Nhai Đình đúng lúc tướng Ngụy là Trương Cáp dẫn quân tới. Mã Tốc bỏ đường sông, trấn giữ trên núi. Vương Bình nhiều lần phản đối, nhưng Mã Tốc không nghe. Cuối cùng, ông đành xin Mã Tốc cho 1000 người ngựa ra đóng trại dưới chân núi.
Trương Cáp mang quân vây trại của Mã Tốc trên núi, rồi cắt đứt đường nước. Quân Thục thiếu nước, hoảng loạn. Trương Cáp dồn sức tấn công phá tan Mã Tốc. Cánh quân Mã Tốc bỏ chạy tán loạn, chỉ còn 1000 người ngựa của Vương Bình vẫn giữ vững được doanh trại.
Thấy Mã Tốc đại bại, Vương Bình đốc quân dồn sức chiến đấu, cố thủ không rút. Trương Cáp nghi quân Thục có phục binh nên không dám tiến. Vương Bình nhân có thời gian bèn chỉnh đốn đội ngũ, thu thập những quân sĩ của Mã Tốc bỏ chạy, rồi bình tĩnh rút lui về nước.
Vì thất thủ Nhai Đình, Gia Cát Lượng phải triệt thoái toàn quân về Thục. Mã Tốc cùng Trương Hưu, Lý Thịnh bị tội chết, Hoàng Tập bị thu binh quyền. Riêng Vương Bình được ban thưởng, thăng làm Tham quân, thống lĩnh 5 quân kiêm chức Đương doanh sự, Thảo khấu tướng quân và sắc phong Đình hầu. Đây là sự thăng tiến đặc biệt vượt cấp đương thời, mọi người đều cho là xứng đáng.

### Chống Ngụy Diên
Năm 231, Vương Bình lại theo Gia Cát Lượng đánh Ngụy lần thứ tư. Gia Cát Lượng bao vây Kỳ Sơn, lệnh cho Vương Bình phụ trách vòng vây phía nam. Tào Ngụy phái Tư Mã Ý đảm nhiệm đại đô đốc chống lại quân Thục, lệnh Trương Cáp tấn công Vương Bình, nhưng ông kiên thủ không xuất chiến khiến Trương Cáp tấn công mà không thu được kết quả gì. Tuy nhiên sau đó quân Thục bị thiếu lương thảo nên phải rút lui.
Năm 234, Vương Bình theo Gia Cát Lượng đánh Ngụy lần thứ 6. Chiến sự đang diễn ra thì Gia Cát Lượng ốm nặng qua đời. Dương Nghi và Ngụy Diên tranh quyền, mang quân đánh nhau. Vương Bình dưới quyền Dương Nghi, đứng về phía Dương Nghi.
Ngụy Diên chiếm cứ Bao Cốc đón đánh Dương Nghi. Dương Nghi lệnh cho Vương Bình đi tiên phong đánh Ngụy Diên. Vương Bình chỉ trích hành động làm loạn của Ngụy Diên, kích động quân Ngụy Diên đào ngũ. Kết quả quân Ngụy Diên không chịu chiến đấu, bỏ đi gần hết. Ngụy Diên cô thế đành cùng con trai và mấy người thân tín bỏ chạy về Hán Trung. Dương Nghi sai Mã Đại mang quân đuổi theo, giết chết Ngụy Diên.

### Chống Tào Ngụy
Sau khi Gia Cát Lượng mất, Vương Bình được phong làm Hậu điển tướng quân, rồi An Hán tướng quân, phò trợ Xa kị tướng quân Ngô Đài trấn thủ Hán Trung, lại kiêm chức Thái thú Hán Trung.
Năm 237, Vương Bình được phong làm An Hán hầu, trấn thủ Hán Trung thay Ngô Đài.
Năm 238, Đại tướng quân Tưởng Uyển đóng quân ở Miến Dương. Vương Bình được phong làm Tiền tướng quân, xử lý công việc trong phủ Đại tướng quân.
Năm 243, Tưởng Uyển bệnh nặng, dẫn quân về Bồi huyện, bổ nhiệm Vương Bình làm Trấn bắc đại tướng quân, thống lĩnh Hán Trung.
Đầu năm 244, vua Ngụy là Tào Phương lệnh cho Tào Sảng đánh Thục. Tào Sảng mang 10 vạn quân Diên An, cùng Hạ Hầu Huyền từ Lạc Khẩu kéo vào Hán Trung.
Khi đó quân Thục ở Hán Trung có không đầy 3 vạn người. Mọi người lo lắng, bàn nên về cố thủ ở 2 Hán Thành và Lạc Thành và điều quân từ Bồi Thành tới giải vây. Vương Bình phản đối, cho rằng nếu về cố thủ để quân Ngụy chiếm mất cửa ải thì Hán Trung rất nguy, phải trấn giữ Hưng Thế chặn ngay lối vào của địch, và chờ viện binh đến đánh.
Mọi người nghe ý kiến của ông còn ngờ vực. Riêng Hộ quân Lưu Mẫn tán thành, mang quân trấn thủ Hưng Thế, treo nhiều cờ quạt ở đó dài hơn 100 dặm, còn Vương Bình mang quân tiếp ứng. Tào Sảng tiến đến Hưng Thế bị quân Thục ngăn cản không sao đánh được. Cùng lúc, tại Đê Giang và Quan Trung xảy ra bệnh dịch. Quân Ngụy không đủ lương thảo cung ứng, trâu bò dê ngựa bị chết hàng loạt. Viện binh quân Thục của Phí Y và từ Bồi huyện kéo tới tấn công. Tào Sảng không chống nổi phải rút lui.
Năm 248, Vương Bình qua đời. Không rõ khi đó ông bao nhiêu tuổi. Con trai ông là người tức vị.

## Đánh giá
Lúc đó nước Thục có 3 viên tướng: Đặng Chi ở phía đông, Mã Trung ở phía nam, Vương Bình ở phía bắc đều rất có danh tiếng.
Vương Bình xuất thân từ tầng lớp thấp trong xã hội, và dành trọn cuộc đời trong quân ngũ. Ông ít học, không biết viết chỉ biết đọc vài chữ. Nhưng những văn thư ông đọc bằng miệng cho cấp dưới ghi lại và gửi đi đều hành văn rất gãy gọn, chính xác. Ông mời người đọc Sử ký và Hán thư cho mình nghe rồi bàn quan điểm từng đoạn; nhận thức của ông về các sách này được nhìn nhận là khá chính xác.
Vương Bình nói năng đàng hoàng, chững chạc, là người tôn trọng pháp chế. Ngoại trừ những lúc diễn thuyết, ông hầu như không bao giờ mở miệng nói chuyện, và ông có thể ngồi một chỗ từ sáng đếu tối mịt rồi đi ngủ. Nhưng đôi khi ông tỏ ra là người hẹp hòi, đa nghi.

## Trong Tam Quốc diễn nghĩa
Hình ảnh Vương Bình trong tiểu thuyết Tam Quốc diễn nghĩa của La Quán Trung được mô tả khá gần với sử sách. Ông xuất hiện từ hồi 71 đến hồi 105. Vai trò của Vương Bình trong chiến dịch Hán Trung được làm nổi bật hơn rất nhiều. Do bất đồng quan điểm với Từ Hoảng, Vương Bình đã phóng lửa thêu hủy doanh trại và quy hàng quân của Lưu Bị.
Duy có thời gian ông đổi lại từ họ Vương sang họ Hà không được Tam Quốc diễn nghĩa giải thích rõ. Tới lần Khổng Minh ra Kỳ Sơn lần thứ 6, ông vẫn được nhắc tới với tên gọi Vương Bình; nhưng ngay sau khi Gia Cát Lượng mất, ông cùng Dương Nghi chống lại Ngụy Diên, lúc ông ra đối trận với Ngụy Diên lại được nhắc tới với tên gọi Hà Bình. Sau cái chết của Ngụy Diên, ông lại được Tam Quốc diễn nghĩa nhắc tới với tên gọi Vương Bình. Một viên tướng Hà Bình đột nhiên xuất hiện theo lệnh của Dương Nghi ra đánh nhau với Ngụy Diên gây khó hiểu cho người đọc, có cảm tưởng là nhân vật mới của tác phẩm.
Ngay trước khi Gia Cát Lượng qua đời, ông đã chỉ định Vương Bình cùng với Liêu Hóa, Mã Đại, Trương Dực, và Trương Ngực là các trung thần cần phải giữ lại và trọng dụng.
Lần ông góp công đánh lui Tào Sảng năm 244 cũng không được La Quán Trung đề cập.